# Ia de Cornouailles
Pour les articles homonymes, voir Ia et Cornouailles (homonymie).
Ia de Cornouailles, ou Hia ou Ives, était une sainte et martyre bretonne de la fin du Ve siècle en Cornouailles britannique, célébrée le 3 février.

## Histoire et tradition
Sainte Ia aurait été une  princesse irlandaise, sœur de saint Erc. Disciple de saint Baricus, elle vint en missionnaire en Cornouailles rejoindre les saints Fingar et Piala. 
D'après la légende, elle aurait eu 777 compagnons et aurait traversé la mer d'Irlande sur une feuille de chou. 
Sainte Ia fut  martyrisée sur la rivière Hayle et enterrée à St Ives. Une église, qui lui est dédiée, a été construite sur sa tombe. Puis la ville s'est formée autour. 

## Lieux
On trouve son nom dans les toponymes :
- St Ives en Cornouailles britannique ;
- Plouyé, en Cornouaille armoricaine, ce qui pourrait signifier qu'elle serait venue jusque-là, ne serait-ce que par ses reliques.